# Elbretornis
Elbretornis is een geslacht van uitgestorven enantiornithische vogels uit het Laat-Krijt van wat nu de provincie Salta, Argentinië is. 

## Naamgeving
Al in 1981 meldde Cyril A. Walker een vogelexemplaar met een afwijkend opperarmbeen. Het werd door hem in 2002 geïllustreerd. In 1994 werden door Luis Maria Chiappe twee fragmentarische postcraniale skeletten gemeld, de specimina PVL 4041 en PVL 4051.
Het geslacht werd in 2009 benoemd door Walker en Gareth J. Dyke en het type en tot nu toe enige soort is Elbretornis bonapartei. De geslachtsnaam verwijst naar de plaats El Brete, waar de fossiele resten werden gevonden, en het Griekse woord voor 'vogel' (ornis). De soortaanduiding eert José Bonaparte.
Het is bekend van het holotype PVL 4022, een linkeropperarmbeen en bijbehorende rechterspaakbeen, ellepijp, schouderblad en ravenbeksbeen, gevonden in de El Brete-vindplaats (Maastrichtien), Lecho-formatie in Argentinië. Toegewezen zijn de specimina PVL 4027: een tibiotarsus; PVL-4041-2: twee ruggenwervels; PVL-4041-4: een rib, heiligbeen, darmbeenderen en dijbeen; PVL-4047: ruggenwervels; en PVL-4051: zes ruggenwervels. De toewijzingen zijn ten dele onder voorbehoud.
Aangezien er maar weinig elementen bekend zijn van Elbretornis, zou het eigenlijk kunnen behoren tot een van de Enantiornithes uit El Brete die alleen bekend zijn van achterpootbotten en eerder zijn beschreven, namelijk Lectavis, Soroavisaurus of Yungavolucris. Elbretornis was echter een relatief kleine soort en de anderen waren blijkbaar allemaal duidelijk grotere vogels.

## Beschrijving

### Grootte en onderscheidende kenmerken
Elbretornis is voor een enantiorniet nog een vrij grote soort. De lichaamslengte is geschat op drieëndertig centimeter, het gewicht op 570 gram. Het opperarmbeen heeft een lengte van 90,2 millimeter wat wijst op een vleugelspanwijdte van ruim twee voet.
In 2009 werden enkele onderscheidende kenmerken vastgesteld. Het tuberculum aan de bovenzijde van het opperarmbeen steekt strak uit. Bij het bovenste opperarmbeen is de hoek tussen binnenkant en buitenkant sterk afgeschuind. Het opperarmbeen heeft op de bovenzijde en grote en diep uitgeholde groeve waarin zich een diep afgerond en breed pneumatisch foramen bevindt dat in de schacht insnijdt. Dit pneumatisch foramen bevindt zich distaal in de groeve, dus richting elleboog. Aan de achterste elleboog mist het opperarmbeen een groeve voor het contact met de processus olecrani van de ellepijp. De kop van het opperarmbeen is gezwollen en helt niet overdwars. De achterzijde van de schacht van het ravenbeksbeen wordt niet overbrugd. Het ravenbeksbeen heeft een goed ontwikkelde en naar achteren gerichte zijtak. Op het ravenbeksbeen is het facet voor het contact met het borstbeen hol gekromd en iets naar boven gedraaid. Het ravenbeksbeen heeft een zeer groot en rond foramen nervi supracoracoidei dat een opening heeft in de bovenste groeve. De buitenste cotyle van de ellepijp is diep en komvormig. De ellepijp is korter dan het opperarmbeen. Het spaakbeen heeft twee derden van de breedte van de ellepijp.

### Skelet
Bij specimen PVL-4041-4 raken de beide darmbeenderen elkaar bovenaan. Dat is een zeer afgeleid kenmerk dat verder alleen bekend is van de Neognathae. Het darmbeen heeft echter verder een tamelijk basale bouw. Het voorblad steekt niet voor het heiligbeen uit. Het achterblad is verticaal georiënteerd. Dat maakt het waarschijnlijk dat hier sprake is van convergente evolutie. Daarbij zou het kunnen dat de bladen elkaar raken door vervorming van het fossiel.

## Fylogenie
Elbretornis is in de Enantiornithes geplaatst. Op een vrij afgeleide positie wijzen een bovenrand van het opperarmbeen die centraal hol is; een crista bicipitalis die sterk ontwikkeld is; achterste ruggenwervels met centraal geplaatste parapofysen; en een synsacrum van acht sacrale wervels.